# 도보촌
도보촌(東保村)은 이시카와현 후게시군에 존재했던 촌이다.

## 역사
- 1889년 4월 1일 - 정촌제 시행에 의해 14개 촌이 폐지되어 그 구역을 가지고 도보촌이 성립하였다
- 1908년 4월 1일 - 시마자키촌, 아나미즈정과 합병해 새로운 아나미즈정이 성립하여, 동일 도보촌은 폐지되었다.

## 참고문헌
- 『石川県鳳至郡誌』